# Carcelia vibrissata
Carcelia vibrissata là một loài ruồi trong họ Tachinidae.